# Qiqin (köpinghuvudort i Kina, Jiangxi Sheng, lat 27,71, long 115,61)
Qiqin är en köpinghuvudort i Kina. Den ligger i provinsen Jiangxi, i den sydöstra delen av landet, omkring 110 kilometer söder om provinshuvudstaden Nanchang. Antalet invånare är 30 586. Befolkningen består av 13 963 kvinnor och 16 623 män. Barn under 15 år utgör 22,0 %, vuxna 15-64 år 69 %, och äldre över 65 år 7,0 %.
Runt Qiqin är det ganska tätbefolkat, med 139 invånare per kvadratkilometer. Närmaste större samhälle är Daifang, 19,8 km sydost om Qiqin. Trakten runt Qiqin består till största delen av jordbruksmark.
Genomsnittlig årsnederbörd är 2 267 millimeter. Den regnigaste månaden är juni, med i genomsnitt 364 mm nederbörd, och den torraste är oktober, med 22 mm nederbörd.